# Sergiusz (Korolow)
Sergiusz, imię świeckie Arkadij Dmitrijewicz Korolow, ros. Аркадий Дмитриевич Королёв (ur. 6 stycznia?/18 stycznia 1881 w Moskwie, zm. 18 grudnia 1952 w Czystopolu) – rosyjski arcybiskup prawosławny.

## Życiorys
Urodził się w Moskwie, lecz dzieciństwo spędził we wsi Dmitrowskoje. Ukończył wifańskie seminarium duchowne, jednak nie chciał przyjmować po nim święceń kapłańskim, lecz podjąć pracę nauczyciela. Jego znajomy nakłonił go wówczas do odwiedzenia monasteru św. Onufrego w Jabłecznej, gdzie młody człowiek spotkał biskupa chełmskiego Eulogiusza. Pod jego wpływem w roku następnym, 7 czerwca 1907, złożył śluby monastyczne w tym samym klasztorze. W 1908 został hieromnichem. Jako zakonnik uczestniczył w działaniach ukierunkowanych na utrwalanie prawosławia na Chełmszczyźnie, zwłaszcza wśród przymusowo przyłączonych do Rosyjskiej Cerkwi unitów. W 1914 został przełożonym monasteru, otrzymując równocześnie godność archimandryty. W roku następnym kierował ewakuacją klasztoru w czasie bieżeństwa. Do Jabłecznej wrócił w celu reorganizacji wspólnoty monastycznej w 1920. 17 kwietnia tego samego roku w cerkwi monasteru Św. Ducha w Wilnie został wyświęcony na biskupa bielskiego, jednak jego chirotonia biskupia odbyła się bez zezwolenia rządu polskiego i ostatecznie biskupstwa w związku z tym nie objął. Ponieważ biskup chełmski Eulogiusz nie wrócił do Chełma, Sergiusz (Korolow) został locum tenens eparchii chełmskiej.
Występował jako zdecydowany przeciwnik starań o autokefalię Kościoła prawosławnego w Polsce i prowadził politykę przeciwną rządowi polskiemu, w związku z czym w 1922 został internowany w monasterze w Jabłecznej, a następnie wydalony z Polski do Czechosłowacji. Bezpośrednią tego przyczyną był sprzeciw hierarchy wobec treści Tymczasowych przepisów o stosunku rządu do Kościoła prawosławnego, zaś sama deportacja duchownego miała miejsce między 4 a 8 maja 1922. W Pradze spotkał się z metropolitą Egzarchatu Zachodnioeuropejskiego Eulogiuszem, który uczynił go swoim biskupem wikariuszem. Biskup Sergiusz prowadził pracę duszpasterską w cerkwi św. Mikołaja w Pradze. Opiekował się również cerkwiami w Franciszkowych Łaźniach, Karlowych Warach i Mariańskich Łaźniach oraz nieposiadającymi własnych świątyń wspólnotami prawosławnymi w Bratysławie i Brnie. Doprowadził do wzniesienia nowej cerkwi w Pradze, pod wezwaniem Zaśnięcia Matki Bożej.
17 kwietnia 1946 mianowany arcybiskupem, zaś 7 czerwca tego samego roku przeniesiony na katedrę wiedeńską. Wreszcie w październiku 1946 został Egzarchą Środkowoeuropejskim. 16 listopada 1948 został arcybiskupem berlińskim i niemieckim, zaś 20 września 1950 arcybiskupem kazańskim i czystopolskim. Zmarł w Kazaniu w 1952.